# 松平頼豊
松平 頼豊（まつだいら よりとよ）は、江戸時代中期の大名。松平図書家第2代当主のち讃岐高松藩第3代藩主。水戸藩主徳川宗堯の実父である。

## 生涯
延宝8年（1680年）閏8月20日、図書家当主松平頼侯（松平頼重の四男）の次男として高松にて誕生した。母は権中納言樋口信康の娘・七姫。
貞享4年（1687年）に父が死去したため家督を相続して図書家の当主となった。元禄17年（1704年）2月11日に藩主松平頼常が隠居したため、その養嗣子として家督を相続して藩主となった。将軍世嗣綱豊の諱を憚って頼保と改めたがのちに頼豊へと戻した。風水害や流行病などが相次ぎ、享保の大飢饉の被害もあって藩財政は苦しくなり、藩士の知行を削減して財政再建と出費抑制に努めた。その一方で、生活に苦しむ領民の租税を軽減するなどしている。享保20年（1735年）10月20日、江戸で死去した。享年56。
頼豊の息子のうち、嫡男徳川宗堯は水戸徳川家を相続し、代わって嫡男とした頼治は早世した。そのため、大膳家当主松平頼煕の嫡男頼桓を婿養子として跡を継がせた。
『盛衰記』によれば、「恵公御代より一同に相止申候に付恵公以後不被遊候」とあり、頼豊以前は藩主が幕府から死罪人を貰い受けて藩主自ら試し斬りにする慣習があったが、頼豊が宝永年間に藩主に就任して以降は幕府がそのような慣習を廃止したため、高松藩に限らずどの藩でも行われなくなったという。

## 系譜
- 正室：正親町豊子（栴檀院） - 正親町実豊娘
- 側室：喜智（西御部屋） - 湯浅方淑娘
  - 長男：徳川宗堯（1705年 - 1730年） - 徳川綱條養子
  - 長女：富姫 - 榊原政祐婚約者
  - 九女：貝姫
  - 十女：喜世姫
  - 十二女：春姫 - 松平頼桓正室
- 側室：連津（山本氏）
  - 次男：幸千代
  - 次女：幾姫
  - 四女：満姫 - 榊原政祐婚約者のち久我通兄室
  - 五女：金姫（1712年 - 1763年） - 清玉尼、天華院、鎌倉英勝寺3代住持
  - 六女：政姫
  - 八女：貞姫
- 側室：紺（中村氏）
  - 三女：槌姫
- 側室：津耶（岡氏）
  - 三男：頼治（1711年 - 1730年）
- 側室：隆（森田氏）
  - 四男：紋三郎
  - 五男：勝之進
- 側室：里世（太田氏）
  - 七女：愛姫 - 大久保公敦室
- 側室：理佐（澤田氏）
  - 六男：軽千代
- 側室：須女（森田氏）
  - 十一女：升姫 - 樋口基康正室
- 側室：萬里（杉山氏）
  - 七男：捨之允
  - 十三女：友姫 - 松平容貞正室
  - 十五女：定姫 - 徳川宗堯養女、近衛内前婚約者
- 側室：小笠原氏
  - 八男：永之助（1725年 - 1734年）
- 側室：古橋氏
  - 十四女：加治姫 - 阿部正右婚約者
- 養子
  - 男子：頼桓（1720年 - 1739年） - 松平頼煕長男
  - 女子：久子 - 正親町実豊娘、中川久忠室